# 香港復康會復康巴士

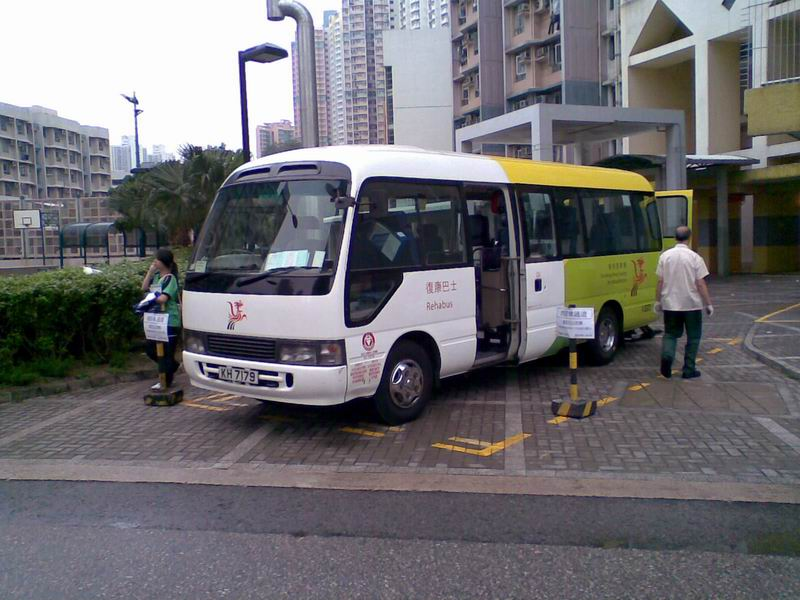
復康巴士

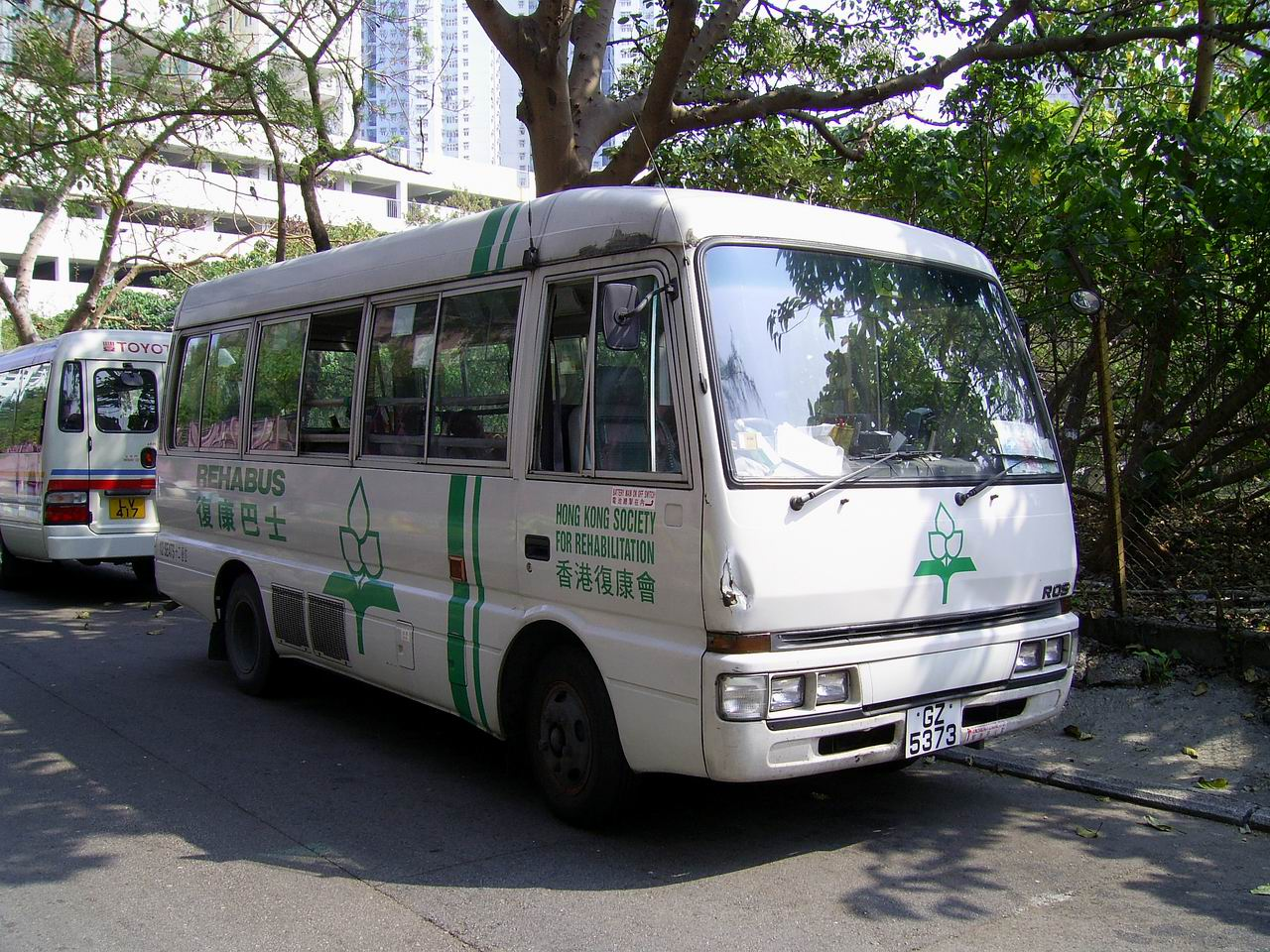
舊款復康巴士

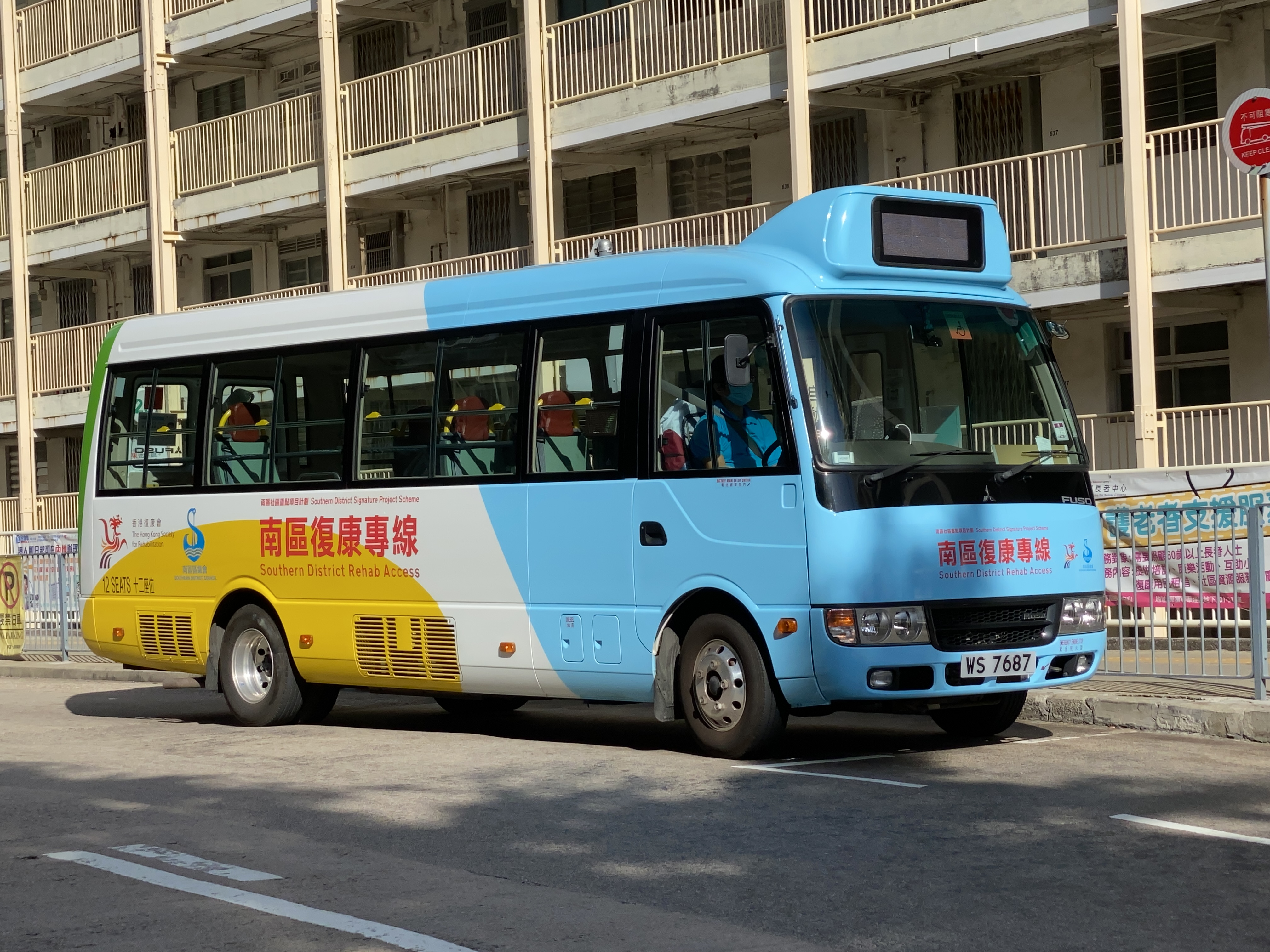
由南區區議會資助的復康巴士

香港復康會復康巴士（英語：The Hong Kong Society for Rehabilitation Rehabus）於1977年2月28日開辦，由香港復康會負責營運，獲香港特別行政區政府勞工及福利局資助，屬非牟利的服務。致力為傷殘人士及長者提供無障礙的接載服務，滿足他們上班上學、旅遊參觀及出外交際的需要。復康巴士在2003年獲得ISO9001:2000認證。
復康巴士獲香港品牌發展局及香港中華廠商聯合會頒授2006年 - 香港服務名牌選舉最具潛質服務品牌。

## 服務對象
- 輪椅使用者；
- 手叉／腳架使用者；
- 痙攣人士；
- 弱智人士；
- 失明人士；
- 長者；及
- 其陪同者／照顧者。

## 服務形式
固定路線
共分四條主要路線，分別為香港線、九龍線、新界線及過海線，每條路線分上、下午兩個時段，服務時間為星期一至六。
電召服務
為事先預約租車的香港殘疾人士提供24小時點到點的交通接載服務。
聯載服務
專為行動不便之人士而設，但使用者每星期須有固定的用車時間及上落車地點，而且能配合現有的路線和時間。
穿梭服務（由南區區議會資助）
專為殘疾人士、長者、行動不便人士及其陪同者而設，服務方式與專線小巴相近，以循環形式行走(南區範圍)，乘客可於途經的任何地點上落，乘客可把現金（不設找續）放入錢箱或可使用八達通卡支付車資。

## 車廂設備
復康巴士在車廂設有多種裝置，確保殘疾乘客上落車時及行車時之安全。如：
- 自動腳踏
- 自動升降板
- 上落客提示燈
- 固定輪椅安全鎖
- 設有安全帶的座椅

## 外部連結
- 香港復康會復康巴士
- 復康巴士收費一覽表PDF